# Adalia decempunctata
Adalia decempunctata, comummente conhecida como joaninha-de-dez-pintas, é uma espécie de insetos coleópteros polífagos pertencente à família dos coccinelídeos.

## Taxonomia
A autoridade científica da espécie é Linnaeus, tendo sido descrita no ano de 1758.
Quanto à etimologia do nome científico, o nome do género Adalia poderá ser uma alusão bíblica ao nome «Adaliah», ao passo que o epiteto específico, decempunctata, provém do latim, consistindo na aglutinação dos étimos decem, que significa «dez», e punctus, que significa «ponto».  

## Descrição
Caracteriza-se pelo corpo oval ou arredondado, que pode medir entre 4 a 5 mm de comprimento.
É de assinalar que esta espécie denota polimorfismo significativo, pelo que há um vasto leque de variações morfológicas que distinguem os indivíduos desta espécie entre si.
No que toca às asas, são élitros, que podem alternar entre o vermelho, o preto ou o amarelo, no que toca à coloração, sendo certo que exibem sempre a 10 ou 12 manchas ou pintas - que dão nome a esta espécie -, as quais, por seu turno, poderão ser vermelhas, amarelas ou pretas, podendo, inclusive, convergir e coalescer umas com as outras.
O pronoto deste insecto é branco, exornado com quatro pintas negras e semicirculares e, ainda, outra pinta negra à frente do escutelo, sendo que, também aqui, há a hipótese destas pintas convergirem e coalescerem umas com as outras.
Quanto à cabeça, normalmente é de coloração negra, ataviada com duas manchas brancas entre os olhos, as quais também são susceptíveis de coalescer e convergir entre si.  As antenas e as patas são castanho-claras.

## Dieta e hábitos
No que concerne à dieta, trata-se de uma espécie zoófaga e polífaga, com uma predileção pelo consumo de pulgões e afídios, motivo pelo qual é amiúde empregue na agricultura biológica, como mecanismo de controlo de pragas.
As joaninhas-de-dez-pintas hibernam durante a estação fria, já sob a forma de imagos.

## Distribuição
As joaninhas-de-dez-pintas podem encontrar-se em todo o continente Europeu, salvo no Norte. Por sinal, trata-se de uma espécie presente em todo o território português.
No que respeita à sua ecologia, esta espécie privilegia as árvores caducas e os prados.